# Jean-Baptiste Krumpholz

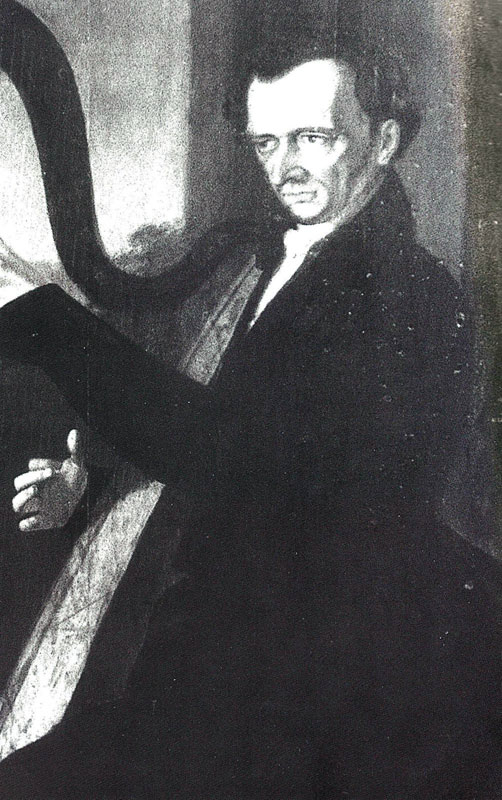

Johann-Baptist Krumpholz (en checo: Jan Křtitel Krumpholtz, Budenice/Zlonice, 8 de mayo de 1742 - París, 19 de febrero de 1790) fue un compositor checo, profesor y virtuoso del arpa, muy reputado en el París de su tiempo. Destacó por su capacidad de componer de acuerdo a la técnica de cada instrumento.
Entre otras obras, escribió doce preludios específicamente para enseñar el uso de los pedales del harpa. Gracias a él, Sebastien Erard se interesó en la fabricación de arpas, quien se convirtió luego en el diseñador del instrumento moderno al inventar el «arpa de doble movimiento», que permitió ampliar la tesitura y acceder a un mayor número de escalas.